# Шмидт, Алексей Анатольевич
Алексе́й Анато́льевич Шмидт (род. 17 апреля 1983, Химки, Московская область) — российский шоссейный и трековый велогонщик. На треке с 2001 года член сборной России, является чемпионом всероссийских первенств, призёром этапов Кубка мира, чемпионатов Европы, участвовал в летних Олимпийских играх в Афинах. На шоссе с 2005 года выступал на профессиональном уровне за такие команды как «Омнибайк-Динамо», «Катюша», «Москва», Team Type 1. На соревнованиях представлял Московскую область, мастер спорта международного класса.

## Биография
Алексей Шмидт родился 17 апреля 1983 года в Химках, Московская область. Активно заниматься велоспортом начал в раннем детстве, проходил подготовку в экспериментальной школе высшего спортивного мастерства «Крылатское», в разное время тренировался под руководством таких специалистов как Ю. В. Балашов, В. Н. Максакова, С. В. Морозов. Состоял в столичном физкультурно-спортивном обществе «Динамо».
Первого серьёзного успеха добился в 2001 году, когда в трековой гонке по очкам стал чемпионом Европы среди юниоров (помимо этого взял серебро в командной гонке преследования). На юниорском чемпионате мира стал бронзовым призёром в командной гонке преследования, тогда как на молодёжном европейском первенстве в Амстердаме получил серебряную награду в мэдисоне. Год спустя на молодёжном чемпионате Европы в Германии выиграл серебро в скрэтче, ещё через год повторил это достижение на аналогичных соревнованиях в командной гонке преследования и мэдисоне.
В 2004 году на молодёжном чемпионате Европы в Испании Шмидт получил бронзу в командном преследовании, кроме того, дебютировал на взрослом международном уровне — в той же дисциплине занял третье место на этапе Кубка мира в Москве. Активно участвовал в шоссейных гонках, так, финишировал вторым на втором этапе «Тура Южно-Китайского моря». Благодаря череде удачных выступлений удостоился права защищать честь страны на летних Олимпийских играх в Афинах, в программе мэдисона в итоге показал семнадцатый результат.
Начиная с 2005 года Шмидт выступал в составе российской команды «Омнибайк-Динамо», занял третье место в генеральной классификации «Гран-при Сочи», одержал победу на «Гран-при Москвы». В то время как на трековом чемпионате Европы в итальянском городе Дальмине завоевал золотую медаль в гонке за лидером «дерни» и бронзовую в мэдисоне. В следующем сезоне участвовал в многодневной гонке «Тур острова Хайнань» в Китае, в том числе на третьем этапе был лучшим, проехал в домашней многодневке «Пять колец Москвы» — стал вторым на третьем этапе и третьим на пятом. В 2007 году одержал победы на отдельных этапах «Пяти колец», «Тура Сербии», победил в генеральной классификации «Гран-при Сочи». В трековых велогонках удачно выступил на этапе Кубка мира в Лос-Анджелесе, получил бронзовые награды в мэдисоне и командной гонке преследования, добыл бронзу в мэдисоне на европейском первенстве в голландском Алкмаре.
На «Пяти кольцах Москвы» 2009 года Шмидт занял в генеральной классификации пятое место, был среди призёров многодневных гонок в Израиле, Коста-Рике, Удмуртии. На треке добился бронзы в мэдисоне на этапе Кубка мира в Манчестере, серебра на чемпионате Европы в бельгийском Генте. Год спустя одержал победу в общем зачёте многодневной гонки «Тур де Рибас» на Украине, участвовал в различных гонках в США, побывал на трековом чемпионате мира в Копенгагене, где в мэдисоне показал шестой результат. В 2011 году участвовал в «Туре озера Цинхай» в Китае (лучший результат — пятое место на шестом этапе), ехал в «Туре Руанды». 2012 и 2013 сезоны провёл преимущественно на американских трассах, выступая за американские команды.
За выдающиеся спортивные достижения удостоен почётного звания «Мастер спорта России международного класса».